# SIREN (平沢進のアルバム)
『SIREN』（セイレーン）は、日本のシンガーソングライター平沢進の6枚目のアルバム。「BANGKOK録音3部作」2作目。1996年8月1日に日本コロムビアより発売された。米国「Rate Your Music」の『史上最高の日本の音楽アルバム』にて15位。また、2009年にはデジタルリマスタリングされた上、シングル「サイレン *Siren*」収録曲が入ったHQCD版が発売された。また、独自のボーナストラックを加えたアナログ盤が2021年11月27日に発売。
このアルバムより、TESLAKITEレーベルから発売することとなる。

## 概要
前作『Sim City』に続く「BANGKOK録音3部作」の二作目に該当するアルバム。
タイ王国の人魚(マーメイド/セイレーン)伝説をモチーフに、神としてのアンドロギュノス的存在など、神話的世界を描いた似非(シミュレイテッド)ワールド・ミュージック。

## 収録曲
1. 電光浴-1 - Electric Light Bathing-1
2017年、ファンクラブ限定イベント『景観する循環カフェ』にて歌詞を変えた弾き語りアレンジ「電光浴-3」が披露された。その歌詞を再使用し、朗読がついたアレンジ「電光浴-再起動」が『第6フォルマント』に収録されている。
2. サイレン *Siren* - Sairen *Siren*
ステーションEYEエンディングテーマ。
後に変弦自在で『サイレン *Siren*』としてセルフカバーされる。
3. On Line Malaysia
4. Siren　*セイレーン* - Siren *Seiren*
5. Nurse Cafe
後にSWITCHED ON LOTUSで『Nurse Cafe』としてセルフカバーされる。
6. Holy Delay
7. Gemini
後にSolar Rayで『Gemini 2』としてセルフカバーされる。
8. Day Scanner
9. Siam Lights
後にSWITCHED ON LOTUSで『Siam Lights』としてセルフカバーされる。
10. 電光浴-2 - Electric Light Bathing-2
11. Mermaid Song
後にSWITCHED ON LOTUSで『Mermaid Song』としてセルフカバーされる。

以下2曲はHQCD版のみ収録。
1. 電光浴 (default version) - Electric Light Bath (default version)
2001年にHirasawa Energy Worksの余剰電力を用いて『D』としてアレンジされた。
2. サイレン *Siren* (オリジナル・カラオケ) - Sairen *Siren* (original karaoke)

## アナログ盤収録曲

### SIDE A
01. 電光浴-1
02. サイレン *Siren*
03. On Line Malaysia
04. Siren*セイレーン*

### SIDE B
01. NURSE CAFE
02. HOLY DELAY
03. GEMINI

### SIDE C
01. Day Scanner
02. Siam Lights
03. 電光浴-2
04. Mermaid Song

### SIDE D -Bonus Tracks-
01. 電光浴（default version）
02. サイレン*Siren*（instrumental）
03. Lotus（Interactive Live Show 1996）
04. LOVE SONG（Interactive Live Show 1996）

## 参加ミュージシャン
- 平沢進 - ボーカル、ギター、シンセサイザー、Miburi